# David Sadler
David Sadler (Yalding, 1946. február 5. –) válogatott angol labdarúgó, hátvéd.

## Pályafutása

### Klubcsapatban
1963 és 1973 között a Manchester United labdarúgója volt, ahol két angol bajnoki címet nyert. Tagja volt az 1967–68-as idényben BEK-győztes csapatnak. 1973-ban kölcsönben az amerikai Miami Toros csapatában szerepelt. 1973 és 1977 között a Preston North End játékosa volt.

### A válogatottban
1967 és 1970 között négy alkalommal szerepelt az angol válogatottban.

## Sikerei, díjai
Manchester United
- Angol bajnokság (First Division)
  - bajnok (2): 1964–65, 1966–67
- Angol szuperkupa (FA Charity Shield)
  - győztes (2): 1965, 1967
- Bajnokcsapatok Európa-kupája (BEK)
  - győztes: 1967–68
- Interkontinentális kupa
  - döntős: 1968

## Statisztika

### Mérkőzései az angol válogatottban
| Anglia | Anglia             | Anglia                            | Anglia  | Anglia   | Anglia         | Anglia       | Anglia | Anglia  |
| #      | Dátum              | Helyszín                          | Hazai   | Eredmény | Vendég         | Kiírás       | Gólok  | Esemény |
| ------ | ------------------ | --------------------------------- | ------- | -------- | -------------- | ------------ | ------ | ------- |
| 1.     | 1967. november 22. | London, Wembley Stadion           | Anglia  | 2 – 0    | Észak-Írország | Eb-selejtező | -      |         |
| 2.     | 1967. december 6.  | London, Wembley Stadion           | Anglia  | 2 – 2    | Szovjetunió    | barátságos   | -      |         |
| 3.     | 1970. május 24.    | Quito, Estadio Olímpico Atahualpa | Ecuador | 0 – 2    | Anglia         | barátságos   | -      | 84'     |
| 4.     | 1970. november 25. | London, Wembley Stadion           | Anglia  | 3 – 1    | NDK            | barátságos   | -      |         |
|        | Összesen           |                                   |         | 4        | mérkőzés       |              | 0      | gól     |